# Wind Chill
Wind Chill (titulada Lamentos en el Viento en Hispanoamérica y Escalofríos en España) es una película de terror de 2007 protagonizada por Emily Blunt y Ashton Holmes. George Clooney y Steven Soderbergh están entre los productores del proyecto. La película fue dirigida por Gregory Jacobs, quien anteriormente dirigió la bien recibida película Criminal. La película comenzó a filmarse en la zona de Vancouver el 1 de febrero de 2006 y se distribuyó, limitadamente, el 27 de abril de 2007.

## Sinopsis
Una joven estudiante universitaria (Emily Blunt), que se está formando en una facultad situada en el noreste, quiere llegar a su casa, en Delaware, para Navidad. Antes de que comience el viaje, un extraño joven llamado Ashton Holmes, que  estudia en el mismo campus que ella, le pide acompañarla, a lo que ella accede. Después de un par de horas de conducción, ella se da cuenta de que no ha ido por la carretera correcta, por lo que decide desviarse hacia la ruta 606. La mujer descubre que el hombre no es de su ciudad natal y que en realidad es su admirador secreto desde que iban a la facultad. Él revela que sabe mucho más sobre ella de lo que Blunt piensa, lo que la incomoda notablemente. Cuando otro vehículo provoca que su coche se salga mientras recorren la  "pintoresca" ruta 606, Blunt comienza a pensar que todo fue planeado, lo que la lleva a sospechar aún más de su compañero, sin embargo pronto se da cuenta de que su extraño acompañante es la menor de sus preocupaciones. A medida que la temperatura desciende a 30 grados bajo cero, figuras fantasmales empiezan a aparecer en el bosque, y se revelan los aterradores acontecimientos que sucedieron allí en la década de 1950.

## Lugares de rodaje
Las escenas de la universidad en la película fueron filmadas en la Universidad de Columbia Británica, cerca de Vancouver, Columbia Británica, Canadá. Las escenas al aire libre de la película se rodaron cerca de Peachland, Columbia Británica, en febrero y marzo de 2006.
Sensación Térmica siendo filmada en la localización en la Universidad de Columbia Británica cerca de Vancouver .

## Recepción
La película recibió críticas mixtas. RottenTomatoes le dio un 46%, mientras que Metacritic le dio un 52% (de 100%).

## Reparto
Nota: los personajes que aparecen en esta película, aparte de Lois, nunca se nombran.
Emily Blunt como Chica universitaria.
Ashton Holmes como Chico admirador.
Martin Donovan como Patrullero de carretera.
Chelan Simmons como La chica rubia.
Ned Bellamy como conductor de recogedora de nieve.

## Estreno en DVD
El DVD fue lanzado el 5 de mayo en un conjunto de 2 discos. En el Reino Unido estaba disponible con manga  holografica especial.